# Gurania autranii
Gurania autranii är en gurkväxtart som beskrevs av Célestin Alfred Cogniaux. Gurania autranii ingår i släktet Gurania och familjen gurkväxter. Inga underarter finns listade i Catalogue of Life.